# رادیگوینو
رادیگوینو (به لاتین: Radigojno) یک منطقهٔ مسکونی در مونته‌نگرو است که در شهرداری کولاشین واقع شده‌است. رادیگوینو ۱۲۳ نفر جمعیت دارد.